# Кокерхэм
Кокерхэм (англ. Cockerham) — небольшая деревня и община в округе Сити-оф-Ланкастер в Ланкашире (Англия). Она находится в 9,7 км к югу от Ланкастера и в 24 км к северо-северо-западу от Престона. В расположенной на реке Кокер, в устье реки Лун, общине проживал 671 человек по данным переписи 2011 года.

## Описание
Со времен Средневековья Кокерхэм находилась в пределах границ исторического графства Ланкашир с ранее образовавшимся поселением и приходом в границах «сотни» (округа) Лонсдейл. В период с 1894 по 1974 год Кокерхэм входил в состав Ланкастерского сельского округа Ланкастер.
Средневековая жизнь поместья Кокерхэм задокументирована в «Сборнике местных правовых норм поместья Кокерхэм» (англ. Custumal of the Manor of Cockerham), составленном в 1326—1327 годах и пересмотренном в 1463 году. Этот сборник, документирующий размер арендной платы и услуги, которые арендаторы должны своему арендодателю, сочетает местный свод законов с описью всех земельных ресурсов, от торфяного топлива, крупного рогатого скота и овец до прибрежных мидий. Арендаторам было запрещено продавать местное топливо «чужакам», собиравшим мидии на берегу.
Местная церковь — церковь Святого Михаила. Первоначально приходская церковь находилась в центре деревни, но из-за частых наводнений ее перенесли на более высокое место.
Неподалеку находятся руины аббатства Кокерсанд. В деревне есть паб «Manor Inn».

## Аэродромы
Аэродром Кокерхэм (также известный как ферма Пэтти) находится в 1,2 км западнее Кокерхэма и южнее Хиллам-лейн. Здесь располагается парашютный центр Black Knights. В 2023 году бывшие футболисты Джейми Каррагер, Рой Кин и Гэри Невилл совершили здесь прыжок с парашютом для съёмок эпизода Sky Sports «The Overlap».
Аэродром Тарн-Фарм (также известный как Россалл-Филд) находится в 3,2 км к юго-западу от Кокерхэма, на Галф-Лейн. Здесь базируется лётный клуб Bay Flying Club и школа сверхлегкой авиации Западного Ланкашира (West Lancashire Microlight School). Код аэропорта — GB-0440.

## Галерея

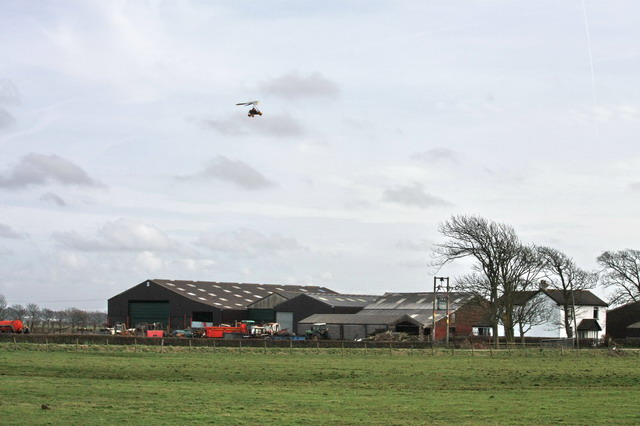
Сверхлёгкая авиация над аэродромом Тарн-Фарм
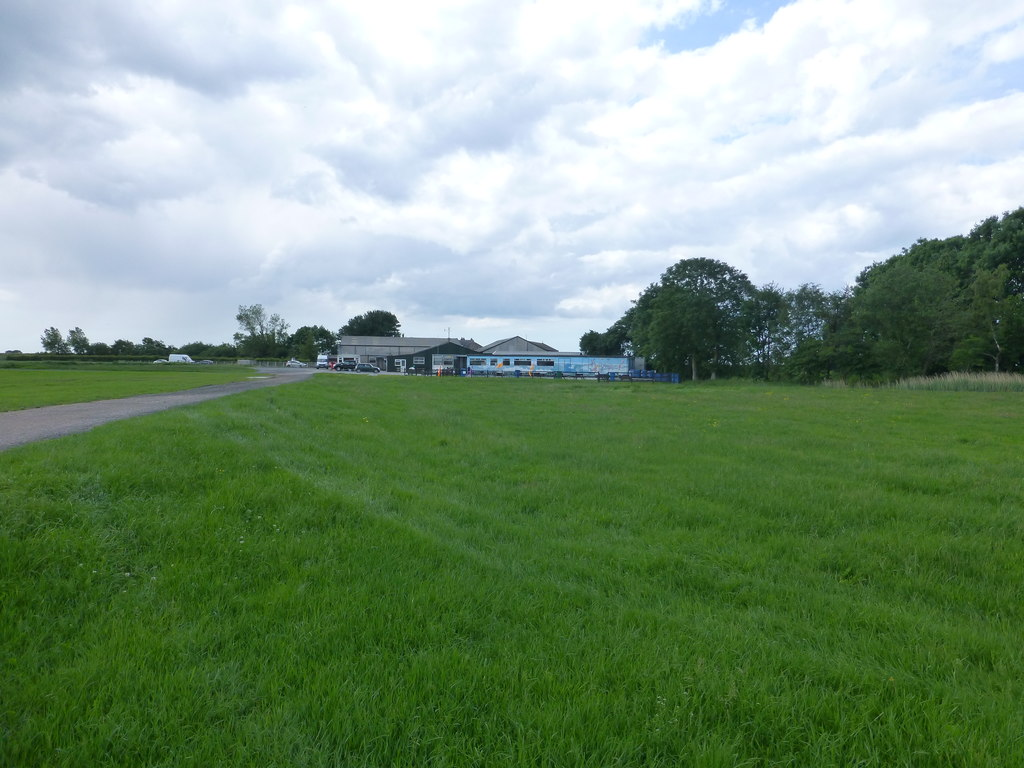
Парашютный центр Black Knights на ферме Пэтти